# Пірекс
Pyrex (під торговою маркою PYREX і pyrex) — це бренд, представлений компанією Corning Inc. у 1915 році, спочатку для лінії прозорого боросилікатного скла з низьким коефіцієнтом теплового розширення, яке використовувалося для лабораторного та кухонного посуду. Пізніше в 1930-х роках він був розширений, щоб включити кухонний посуд, виготовлений із натрієвого скла та інших матеріалів.
У 1998 році відділ кухонного посуду Corning Inc., відповідальний за розробку Pyrex, відокремився від своєї материнської компанії як Corning Consumer Products Company, згодом перейменований на Corelle Brands. Corning Inc. більше не виробляє та не продає споживчу продукцію, лише промислову.

## Інтернет-ресурси
- Офіційний сайт
- Pyrex Love, a vintage Pyrex reference site